# Temporada 1960-61 de Los Angeles Lakers
La temporada 1960-61 fue la decimotercera de los Lakers en la NBA, la primera en su nueva ubicación en Los Ángeles, California. La temporada regular acabó con 36 victorias y 43 derrotas, ocupando el segundo puesto de la División Oeste, clasificándose para los playoffs, en los que llegarían a las finales de división, donde caerían derrotados por los St. Louis Hawks.

## Elecciones en elDraft
| Ronda | Puesto | Jugador              | Posición  | Nacionalidad   | Universidad     |
| ----- | ------ | -------------------- | --------- | -------------- | --------------- |
| 1     | 2      | Jerry West           | Escolta   | Estados Unidos | West Virginia   |
| 4     | 27     | Ben Warley           | Escolta   | Estados Unidos | Tennessee State |
| 7     | 50     | Howie Jolliff        | Ala-Pívot | Estados Unidos | Ohio            |
| 9     | 64     | Jean-Claude Lefebvre | Pívot     | Estados Unidos | Gonzaga         |

## Temporada regular
| División Oeste       | División Oeste | División Oeste | División Oeste | División Oeste | División Oeste | División Oeste | División Oeste | División Oeste |
| Equipo               | G              | P              | %              | PD             | Casa           | Fuera          | Neutral        | Div            |
| -------------------- | -------------- | -------------- | -------------- | -------------- | -------------- | -------------- | -------------- | -------------- |
| x-St. Louis Hawks    | 51             | 28             | .646           | –              | 29–5           | 15–20          | 7–3            | 25–14          |
| x-Los Angeles Lakers | 36             | 43             | .456           | 15             | 16–12          | 8–20           | 12–11          | 19–20          |
| x-Detroit Pistons    | 34             | 45             | .430           | 17             | 20–11          | 3–19           | 11–15          | 18–21          |
| Cincinnati Royals    | 33             | 46             | .418           | 18             | 18–13          | 8–19           | 7–14           | 16–23          |

## Playoffs

### Semifinales de División
Los Angeles Lakers - Detroit Pistons
| Fecha       | Partido                                     | Ciudad      |
| ----------- | ------------------------------------------- | ----------- |
| 14 de marzo | Los Angeles Lakers 120, Detroit Pistons 102 | Los Ángeles |
| 15 de marzo | Los Angeles Lakers 127, Detroit Pistons 118 | Los Ángeles |
| 17 de marzo | Detroit Pistons 124, Los Angeles Lakers 113 | Detroit     |
| 18 de marzo | Detroit Pistons 123, Los Angeles Lakers 114 | Detroit     |
| 19 de marzo | Los Angeles Lakers 137, Detroit Pistons 120 | Los Ángeles |
|             | Los Angeles gana las series 3-2             |             |

### Finales de División
St. Louis Hawks - Los Angeles Lakers
| Fecha       | Partido                                          | Ciudad      |
| ----------- | ------------------------------------------------ | ----------- |
| 21 de marzo | St. Louis Hawks 118, Los Angeles Lakers 122      | St. Louis   |
| 22 de marzo | St. Louis Hawks 121, Los Angeles Lakers 106      | St. Louis   |
| 24 de marzo | Los Angeles Lakers 118, St. Louis Hawks 112      | Los Ángeles |
| 25 de marzo | Los Angeles Lakers 117, St. Louis Hawks 118      | Los Ángeles |
| 27 de marzo | St. Louis Hawks 112, Los Angeles Lakers 121      | St. Louis   |
| 29 de marzo | Los Angeles Lakers 113, St. Louis Hawks 114 (OT) | Los Ángeles |
| 1 de abril  | St. Louis Hawks 105, Los Angeles Lakers 103      | St. Louis   |
|             | St. Louis gana las series 4-3                    |             |

## Estadísticas
| Rk | Jugador         | Edad | P  | PT | MP   | TC   | TCI  | %TC  | 3P | 3PI | %3P | TL  | TLI  | %TL  | RO | RD | RT   | AS  | RB | TAP | BP | FP  | PTS  |
| 1  | Elgin Baylor    | 26   | 73 |    | 42.9 | 12.8 | 29.7 | .430 |    |     |     | 9.3 | 11.8 | .783 |    |    | 19.8 | 5.1 |    |     |    | 3.8 | 34.8 |
| 2  | Jerry West      | 22   | 79 |    | 35.4 | 6.7  | 16.0 | .419 |    |     |     | 4.2 | 6.3  | .666 |    |    | 7.7  | 4.2 |    |     |    | 2.7 | 17.6 |
| 3  | Rudy LaRusso    | 23   | 79 |    | 32.8 | 5.3  | 12.6 | .419 |    |     |     | 4.1 | 5.2  | .790 |    |    | 9.9  | 1.7 |    |     |    | 3.5 | 14.6 |
| 4  | Hot Rod Hundley | 26   | 79 |    | 27.6 | 4.1  | 11.7 | .351 |    |     |     | 2.8 | 3.7  | .753 |    |    | 3.7  | 4.4 |    |     |    | 1.8 | 11.0 |
| 5  | Frank Selvy     | 28   | 77 |    | 28.0 | 4.0  | 10.0 | .405 |    |     |     | 2.7 | 3.6  | .753 |    |    | 3.9  | 3.2 |    |     |    | 2.8 | 10.8 |
| 6  | Tom Hawkins     | 24   | 78 |    | 23.7 | 4.0  | 9.2  | .431 |    |     |     | 1.8 | 3.0  | .596 |    |    | 6.1  | 1.1 |    |     |    | 2.7 | 9.7  |
| 7  | Jim Krebs       | 25   | 75 |    | 22.1 | 3.6  | 9.2  | .392 |    |     |     | 1.0 | 1.2  | .806 |    |    | 6.1  | 0.9 |    |     |    | 3.0 | 8.2  |
| 8  | Ray Felix       | 30   | 78 |    | 19.4 | 2.4  | 6.5  | .372 |    |     |     | 1.7 | 2.5  | .699 |    |    | 6.9  | 0.5 |    |     |    | 3.9 | 6.6  |
| 9  | Slick Leonard   | 28   | 55 |    | 10.9 | 1.1  | 3.8  | .295 |    |     |     | 1.3 | 1.8  | .710 |    |    | 1.3  | 1.5 |    |     |    | 1.3 | 3.5  |
| 10 | Howie Jolliff   | 22   | 46 |    | 7.7  | 1.0  | 3.1  | .326 |    |     |     | 0.2 | 0.5  | .478 |    |    | 3.1  | 0.3 |    |     |    | 1.2 | 2.2  |
| 11 | Gary Alcorn     | 24   | 20 |    | 8.7  | 0.6  | 2.0  | .300 |    |     |     | 0.4 | 0.4  | .875 |    |    | 2.5  | 0.1 |    |     |    | 2.4 | 1.6  |
| 12 | Ron Johnson     | 22   | 8  |    | 5.4  | 0.3  | 1.6  | .154 |    |     |     | 0.3 | 0.4  | .667 |    |    | 1.9  | 0.1 |    |     |    | 0.5 | 0.8  |

## Galardones y récords
| Jugador      | Galardón                 |
| Elgin Baylor | Mejor quinteto de la NBA |